# Апарат для визначення коксівності нафтопродуктів (за Конрадсоном)

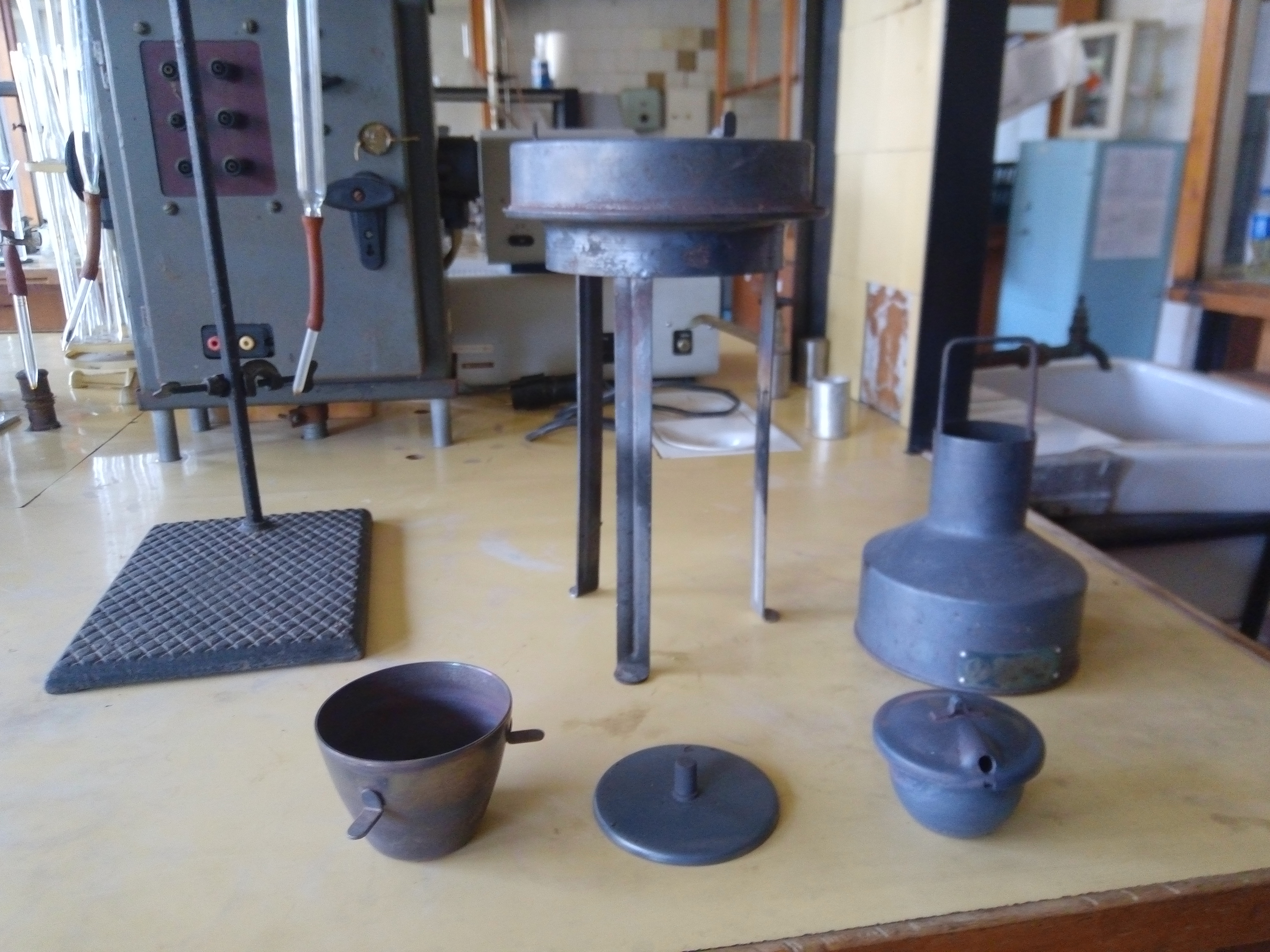
Складові апарата для визначення коксівності нафтопродуктів (за Конрадсоном)

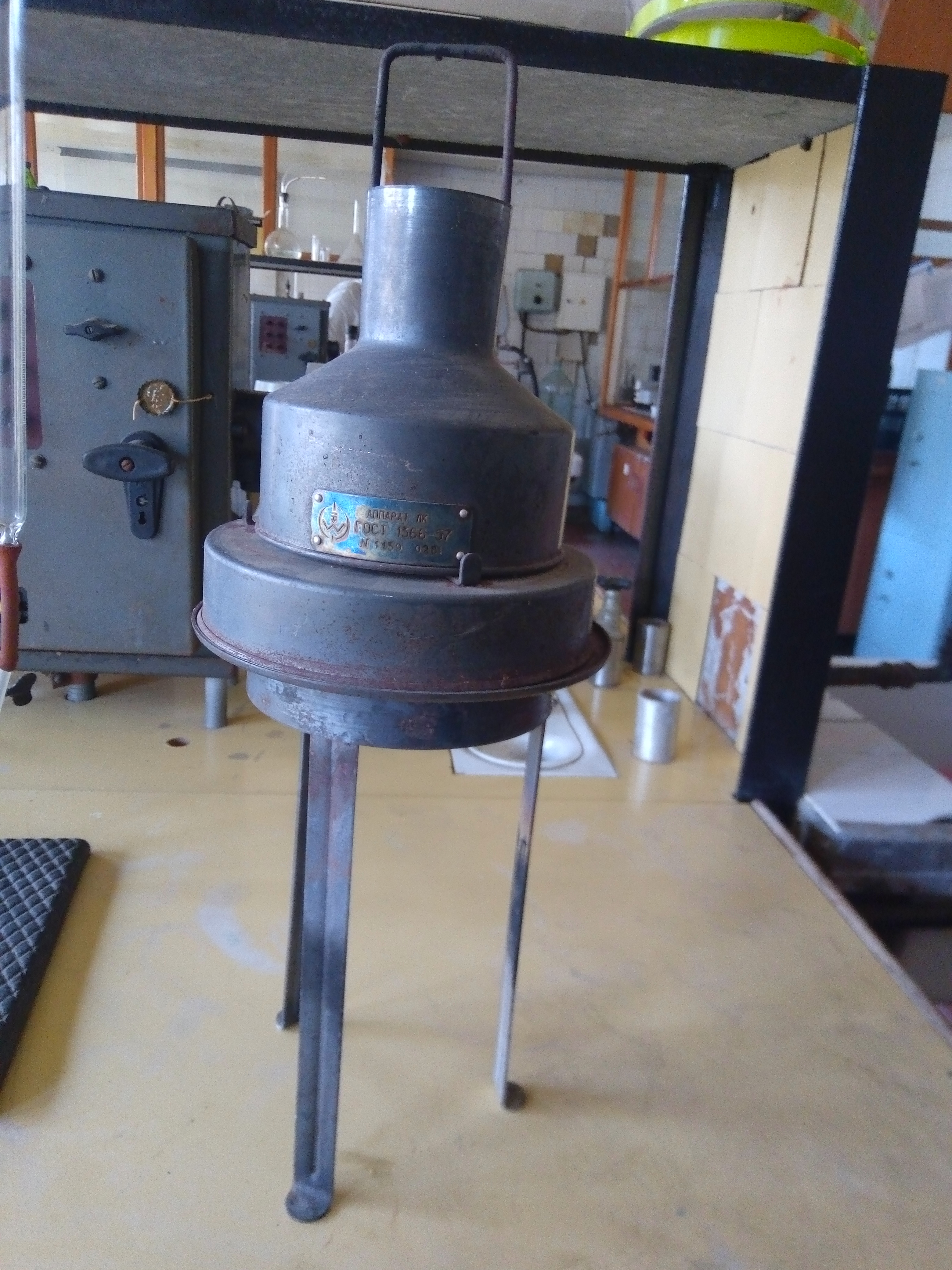
Апарат для визначення коксівності нафтопродуктів (за Конрадсоном)
Зважену кількість зразка поміщають в тигель і витримують при високій температурі протягом встановленого періоду часу. Потім тигель з коксівним залишком охолоджують в ексикаторі і зважують. Залишок розраховують у відсотках від початкового кількості зразка. У комплект входять: фарфоровий тигель, штатив-тринога, тигель Скідмора, зовнішній залізний тигель з кришкою, ковпак з витяжною трубою, вогнетривкий блок. Нагрівання здійснюється за допомогою газового пальника Меккера.
Методика регламентується: ASTM D189, D6074; ISO 6615.